# Gaj (Pasym)
Gaj (deutsch (Passenheimer) Stadtförsterei) ist ein kleiner Ort in der polnischen Woiwodschaft Ermland-Masuren und gehört zur Gmina Pasym (Stadt-und-Land-Gemeinde Passenheim) im Powiat Szczycieński (Kreis Ortelsburg).

## Geografie
Gaj liegt am Nordwestufer des Großen Kalbensees (polnisch Jezioro Kalwa) in der südlichen Mitte der Woiwodschaft Ermland-Masuren, 18 Kilometer nordwestlich der Kreisstadt Szczytno (deutsch Ortelsburg).
An der Stelle der heutigen Waldsiedlung (polnisch Osada leśna) befand sich vor 1945 die Stadtförsterei von Passenheim (polnisch Pasym), amtlich auch Passenheimer Stadtförsterei genannt. Mit ihren 5 Einwohnern (im Volkszählungsjahr 1905) war sie ein Wohnplatz in der Stadt Passenheim im ostpreußischen Kreis Ortelsburg. Heute ist hier eine kleine Siedlung entstanden, die als teilselbständige Ortschaft in die Stadt-und-Land-Gemeinde Pasym im Powiat Szczycieński integriert ist.
Kirchlich gehörte die Stadtförsterei bis 1945 sowohl evangelischerseits wie auch katholischerseits zur Stadt Passenheim. Das Gleiche gilt heute für die Osada leśna Gaj.

## Verkehr
Gaj ist auf einer Nebenstraße zu erreichen, die bei Pasym von der DK 53 (ehemalige deutsche Reichsstraße 134) abzweigt und über Rudziska Pasymskie (Waldheim) direkt nach Gaj führt. Die nächste Bahnstation ist Pasym an der Bahnstrecke Olsztyn–Ełk.